# Eugeniusz Cyra
Eugeniusz Cyra (ur. 1 stycznia 1942 w Siedlinie) – polski polityk, inżynier melioracji i działacz partyjny, w latach 1975–1990 wicewojewoda bialskopodlaski.

## Życiorys
Syn Bartłomieja i Marianny, w 1966 ukończył studia z inżynierii melioracji wodnych w Szkole Głównej Gospodarstwa Wiejskiego. W czasie studiów działał w Zrzeszeniu Studentów Polskich i Związku Młodzieży Wiejskiej (m.in. jako przewodniczący rady wydziałowej ZMW). Pracował początkowo w Wojewódzkim Przedsiębiorstwie Konserwacji Urządzeń Wodnych i Melioracyjnych w Lublinie, będąc kierownikiem budowy odcinka kanału Wieprz-Krzna. Później przez kilka miesięcy kierował Powiatowym Zarządem Gospodarki Wodnej i Melioracji w Lubartowie.
W 1967/8 wstąpił do PZPR, został członkiem egzekutywy w Komitecie Powiatowym w Lubartowie. Jednocześnie w latach 1973–1975 pozostawał naczelnikiem powiatu lubartowskiego. Od 1 czerwca 1975 do 15 czerwca 1990 sprawował funkcję wicewojewody bialskopodlaskiego (jako jeden z najdłużej urzędujących wicewojewodów w Polsce). Zasiadł też w egzekutywie Komitetu Wojewódzkiego PZPR w Białej Podlaskiej.